# Municipio de Ironton
El municipio de Ironton (en inglés: Ironton Township) es un municipio ubicado en el  condado de Lincoln en el estado estadounidense de Carolina del Norte. En el año 2010 tenía una población de 20.744 habitantes.

## Geografía
El municipio de Ironton se encuentra ubicado en las coordenadas 35°28′53.48″N 81°9′21.28″O / 35.4815222, -81.1559111.